# Глуховы
Глуховы (Глухие) — древний русский дворянский род, из новгородских бояр.
Род записан в родословную книгу: Тамбовской и Нижегородской губерний.
Род внесён в число казачьих дворянских фамилий Войска Донского.

## История рода
Дмитрий Васильевич новгородский боярин (1448), посадник, участвовал на съезде с литовцами (1449). Фёдор Остафьевич в XV столетии владел поместьями в Вотской и Шелонской пятинах, после присоединения Новгорода к Московскому государству переселён с матерью Марфой в московские пределы. Иван Игнатьевич воевода в Казанском походе (1468). Новоторжские дети боярские Глуховы участвовали в походе на Новгород (1478).
Кайдыш Дмитриевич городовой приказчик в Торжке (1539). Докука Дмитриевич и Некрас Лукич владели поместьями в Тверском уезде (1540). Суздальский сын боярский Иван Матвеевич зачислен в состав московского дворянства (1550). Сын боярский Афанасий Глухов погиб во время Ливонского похода под Рынголом (1558), его имя занесено в синодик Архангельского Кремлёвского собора на вечное поминовение. Захар и Иван Глуховы поддатни у рынд (1559). По делу о заговоре в земщине, по опричнине, казнены Иван и Захарий Глуховы (1568), по новгородской измене казнены новоторжцы Салман, Осип и Иван Глуховы (1569), их имена занесены в синодик опальных. Иван Глухов послан в Сибирь против Пелымского владетеля (1582). Ряжский атаман Зиновий Дементьевич вёрстан поместным окладом (1594), упомянут (1617).
Приказной человек Пётр Глухов ведал Яренском (1609). Леонтий Лаврентьевич стрелецкий голова (1611). Савва Никитич городовой дворянин по Торжку (1650). Григорий Афанасьевич упоминается в пензенской десятне (1677).
Андрей Иванович владел населённым имением (1699).